# Кук, Тамсин
Тамсин Кук (англ. Tamsin Cook; род. 25 декабря 1998, Кейптаун) — австралийская пловчиха, специализирующаяся в плавании вольным стилем и баттерфляем на средние дистанции. Серебряный (2016) и бронзовый (2020) призёр Олимпийских игр и чемпионка мира среди юниоров.

## Биография
Кук переехала из Южной Африки в Перт, когда ей было 8 лет. Она получила право на академическую стипендию в Современной школе Перта, но покинула её после 8 класса. До 11 класса она посещала англиканскую общественную школу Святого Марка. Кук перешла в школу изолированного и дистанционного обучения в 11 классе, чтобы сосредоточиться на плавании.

## Юниорская карьера
Кук участвовала на чемпионате Тихоокеанского бассейна среди юниоров 2014 года в Мауи.
Она выиграла золотую медаль в плавании на 400 метров вольным стилем на чемпионате мира среди юниоров в Сингапуре в 2015 году, установив новый рекорд чемпионата. Она также побила рекорд чемпионата на 200 метров вольным стилем, участвуя на первом этапе эстафеты 4 по 200 метров вольным стилем. Она и её товарищи по команде побили также мировой рекорд среди юниоров. Кук также выиграла серебряную медаль в плавании на 200 метров баттерфляем.
В октябре 2015 года Кук получила награду «Юный спортсмен года» от Западно-Австралийского института спорта.

## Взрослая карьера
В апреле 2016 года Кук квалифицировалась на дебютные для себя летние Олимпийские игры 2016 года в Рио-де-Жанейро в плавании на 400 метров вольным стилем. В финале она заняла 6-е место. Кук стала серебряным призёром в эстафете 4 по 200 метров вольным стилем.
Перед Играми Содружества 2018 года Кук получила травму шеи, из-за чего ушла из плавания в июне 2018 года. Она планировала сосредоточиться на учёбе в университете.